# Ferrovia del Brennero
La ferrovia del Brennero (in tedesco Brennerbahn) congiunge Innsbruck a Verona risalendo la Wipptal, scavalcando il passo del Brennero, discendendo la val d'Isarco fino a Bolzano, proseguendo quindi lungo la valle dell'Adige da Bolzano a Trento e Rovereto e da qui - lungo il tratto di valle chiamato anche Vallagarina - fino a Verona.

## Storia
| Tratto           | Attivazione    | Attivazione |
| ---------------- | -------------- | ----------- |
| Verona-Trento    | 23 marzo 1859  | [ 1 ]       |
| Trento-Bolzano   | 16 maggio 1859 | [ 1 ]       |
| Bolzano-Brennero | 24 agosto 1867 | [ 1 ]       |
| Manuale          |                |             |

La linea venne progettata dal governo austriaco già nella prima metà del XIX secolo per garantire trasporti rapidi e sicuri fra il Tirolo e l'Italia settentrionale, in particolare il Regno Lombardo-Veneto. Rivestiva quindi non solo importanza economica ma anche militare in quanto l'Austria era fortemente impegnata nel mantenimento dei propri confini oltre le Alpi. La "Brennerbahn" avrebbe dovuto quindi collegare Innsbruck con Verona. Per la realizzazione della linea venne costituita la società statale Tiroler Staatsbahn, ma ancor prima del completamento (1858) la linea venne privatizzata, vendendola alla società privata Südbahn.

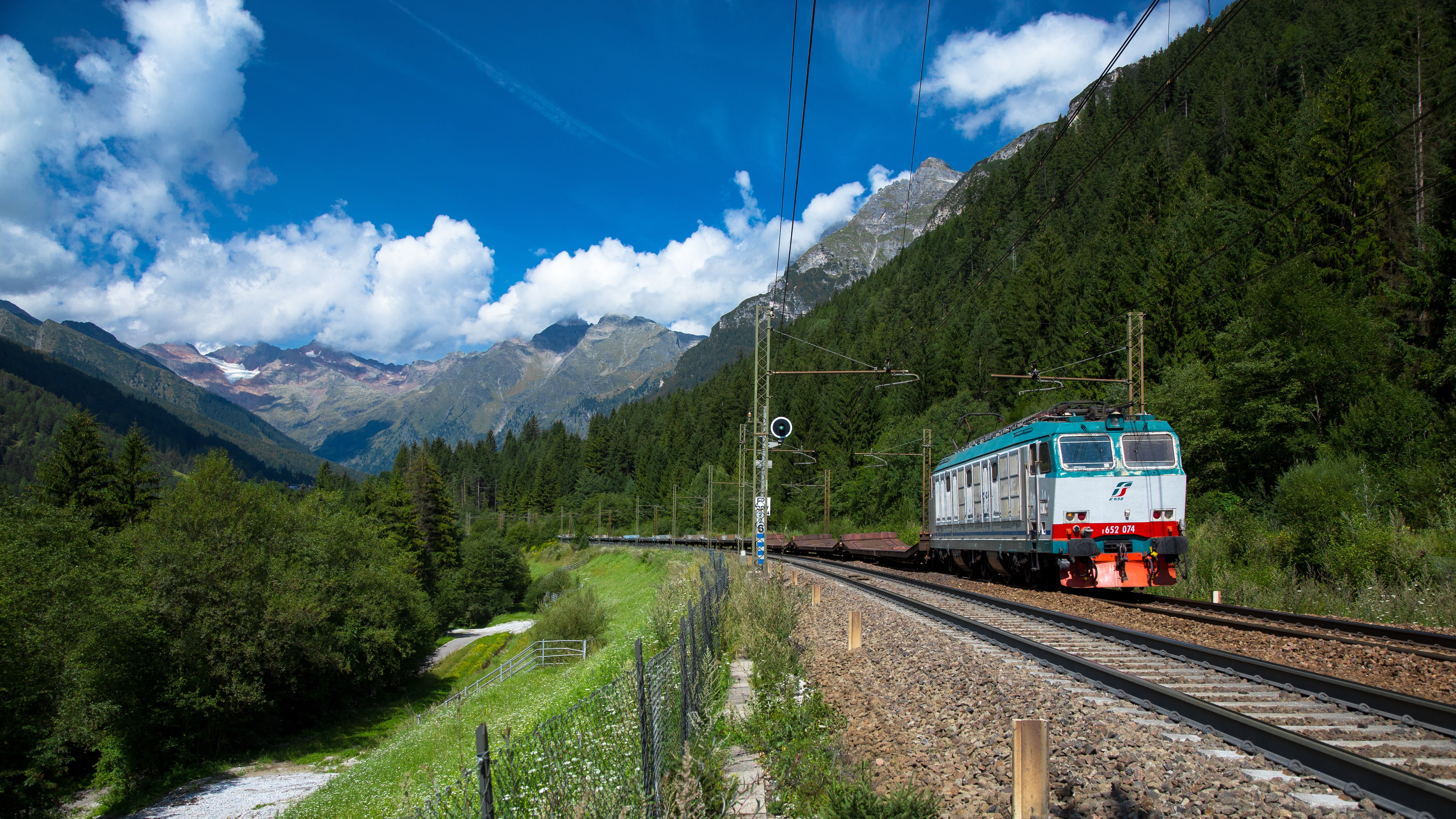
Treno merci partito da Brennero in transito in Val di Fleres

Il primo tratto a trovare realizzazione fu quello "basso", da Verona a Bolzano, che fu inaugurato in due momenti diversi: il 23 marzo 1859 da Verona a Trento e il 16 maggio dello stesso anno la prosecuzione fino a Bolzano.
Il progetto di questa sezione fu approvato il 10 luglio 1853, a firma dell'ingegnere trentino Luigi Negrelli, noto per aver costruito altre linee alpine ma soprattutto per aver elaborato il progetto del canale di Suez.
Nonostante la perdita del Veneto e il conseguente spostamento del confine fra Italia e Austria a Borghetto, avvenuta nell'ottobre del 1866, la sezione mancante ma già in corso di realizzazione da Bolzano a Innsbruck venne aperta all'esercizio il 24 agosto 1867.
Per costruire i 127 km del percorso da Innsbruck a Bolzano/Bozen furono necessari solo tre anni di lavoro. Il principale progettista fu l'ingegner Karl von Etzel, che morì nel 1865 e quindi non poté vedere il completamento della sua opera.
Dopo la Semmeringbahn fu la seconda ferrovia di montagna realizzata in Austria, e fu invece la prima linea ad aver attraversato completamente la catena alpina.
A partire dall'estate 1943, il tratto ferroviario e stradale tra Verona e Innsbruck assunse per gli Alleati un'importanza vitale: bombardare la linea del Brennero significava disarticolare il sistema di rifornimenti per le truppe tedesche in Italia. Nonostante l'obiettivo principale fosse l'asse del Brennero, anche alcune città vennero bombardate; Trento e Bolzano furono colpite il 2 settembre 1943; Innsbruck per la prima volta il 15 dicembre. Tra il 1943 e il 1945, le incursioni bersagliarono sistematicamente questi territori; i tedeschi stanziarono tra Innsbruck e Verona 525 pezzi d'artiglieria contraerea Flak e mobilitarono circa 11.500 operai della Todt addetti alla riattivazione delle linee di comunicazione.

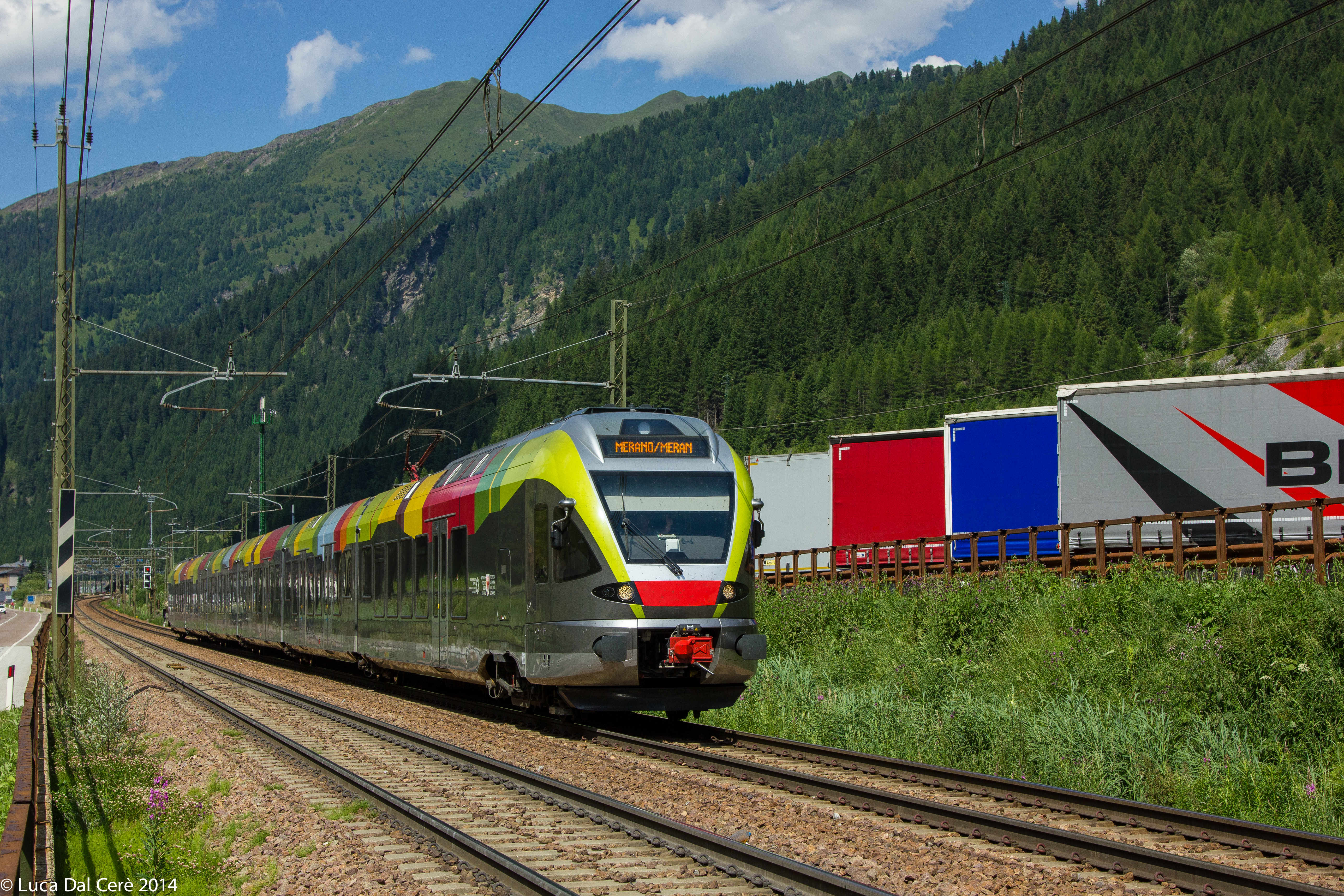
Treno regionale (Flirt, ETR.170) partito dalla stazione di Brennero e diretto a Merano via Bolzano

A partire dagli anni 1960 vennero via via soppresse varie stazioni in territorio altoatesino (Cardano, Prato-Tires, Ponte di Fiè, Campodazzo, Castelrotto, Funes, Albes, Varna, Mezzaselva, Le Cave, Mules, Fleres, Moncucco e Terme del Brennero) e trentino (Villa Lagarina, Calliano, Volano e Mattarello). In territorio veneto, venne chiusa la stazione di Pescantina nel 2004, e quella di Verona Parona nel 2012.
A seguito del forte aumento del traffico merci attraverso il Passo del Brennero (in buona parte su gomma) è in corso di realizzazione una nuova linea da Verona a Monaco di Baviera passante per Innsbruck, comprendente un tunnel di circa 55 km fra Fortezza e Innsbruck, noto come galleria di base del Brennero (se si conta anche il tunnel della circonvallazione di Innsbruck, che a partire dal 1994, l'anno in cui è stata aperta, permette ai treni merci di aggirare la stazione di Innsbruck e di immettersi direttamente sulla ferrovia Kufstein-Innsbruck, si arriva a 64 km). Il nuovo tunnel di base ospiterà il quadruplicamento della linea ferroviaria tra Fortezza e Verona (al 2020 è in costruzione il tratto Fortezza-Ponte Gardena). Il progetto è conosciuto con il nome di Accesso al Brennero.

## Caratteristiche
La linea è una ferrovia a doppio binario a scartamento da 1435 mm. Per quanto riguarda l'elettrificazione, il tronco Innsbruck-Brennero segue lo standard della rete austriaca con alimentazione in corrente alternata da 15 000 volt e frequenza a 16,7 Hz, mentre il tronco Brennero-Verona segue quello italiano in corrente continua da 3000 V. La palificazione della linea aerea, nel tratto italiano Brennero - Salorno è di color verde scuro, rispetto al tradizionale color grigio zincato.

### Percorso
| Continuation backward |

| Station on track |

| Unknown route-map component "CONTgq" | Unknown route-map component "ABZgr" |  |

|  | Unknown route-map component "ABZg+l" | Unknown route-map component "CONTfq" |

| Stop on track |

| Stop on track |

| Station on track |

| Station on track |

| Stop on track |

| Stop on track |

| Unknown route-map component "eHST" |

| Unknown route-map component "GRZq" | Unknown route-map component "GRZq" + Restricted border on track | Unknown route-map component "GRZq" |

| 111+663 |
| 239+232 |

|  | Unknown route-map component "BHF+GRZq" | Unknown route-map component "lGIPr" |

| Unknown route-map component "eHST" |

|  | Unknown route-map component "eKRWgl" | Unknown route-map component "exKRW+r" |

|  | Unknown route-map component "tSTRa" | Unknown route-map component "exSTR" |

|  | Unknown route-map component "tÜST" | Unknown route-map component "exSTR" |

|  | Unknown route-map component "tSTR" | Unknown route-map component "exTUNNEL1" |

|  | Unknown route-map component "tSTR" | Unknown route-map component "HSTeBHF" + Unknown route-map component "exHST" |

|  | Unknown route-map component "tÜST" | Unknown route-map component "exSTR" |

|  | Unknown route-map component "tSTR" | Unknown route-map component "exTUNNEL1" |

|  | Unknown route-map component "tSTRe" | Unknown route-map component "exSTR" |

|  | Unknown route-map component "eKRWg+l" | Unknown route-map component "exKRWr" |

| Unknown route-map component "eHST" |

| Station on track |

| Unknown route-map component "SKRZ-Au" |

| Station on track |

| Stop on track |

| Unknown route-map component "eHST" |

| Unknown route-map component "SKRZ-Au" |

| Non-passenger station/depot on track |

| Unknown route-map component "eHST" |

| Station on track |

|  |  | Unknown route-map component "ABZgl" | Unknown route-map component "eLABZq+l" | Unknown route-map component "LCONTfq" |

|  | Unknown route-map component "SKRZ-Au" | Unknown route-map component "exLSTR" |

|  | Unknown route-map component "SKRZ-Au" | Unknown route-map component "exLSTR" |

|  | Unknown route-map component "exLKRW+l" + Straight track | Unknown route-map component "exLKRWr" |

| Unknown route-map component "eHST" |

| Unknown route-map component "eHST" |

| Unknown route-map component "SKRZ-Au" |

| Station on track |

| Unknown route-map component "eHST" |

| Unknown route-map component "SKRZ-Au" |

| Unknown route-map component "eHST" |

|  |  | Straight track | Unknown route-map component "exSTR+l" | Unknown route-map component "exSTR+r" |

|  |  | Unknown route-map component "HSTeBHF" | Unknown route-map component "exKBHFe" | Unknown route-map component "exSTR" |

|  |  | Enter and exit tunnel |  | Unknown route-map component "exSTR" |

|  |  | Station on track |  | Unknown route-map component "exSTR" |

|  |  | Enter and exit short tunnel |  | Unknown route-map component "exSTR" |

|  | Unknown route-map component "exKRW+l" | Unknown route-map component "eKRWgr" |  | Unknown route-map component "exCONTl+g" |

| Unknown route-map component "exSTR" | Unknown route-map component "tSTRa" |  |

| Unknown route-map component "exhKRZWae" | Unknown route-map component "tSTR" |  |

| Unknown route-map component "exHST" | Unknown route-map component "tSTR" |  |

| Unknown route-map component "exSTR" | Unknown route-map component "etÜST" |  |

| Unknown route-map component "exBHF" | Unknown route-map component "tSTR" |  |

| Unknown route-map component "exTUNNEL2" | Unknown route-map component "tSTR" |  |

| Unknown route-map component "exTUNNEL2" | Unknown route-map component "tSTR" |  |

| Unknown route-map component "exTUNNEL2" | Unknown route-map component "tSTR" |  |

| Unknown route-map component "exTUNNEL2" | Unknown route-map component "tSTR" |  |

| Unknown route-map component "exTUNNEL2" | Unknown route-map component "tSTR" |  |

| Unknown route-map component "exTUNNEL2" | Unknown route-map component "tSTR" |  |

| Unknown route-map component "exTUNNEL2" | Unknown route-map component "tSTR" |  |

| Unknown route-map component "exHST" | Unknown route-map component "tSTR" |  |

| Unknown route-map component "exTUNNEL2" | Unknown route-map component "tSTR" |  |

| Unknown route-map component "exSTR" | Unknown route-map component "tSTRe" |  |

| Unknown route-map component "exKRWl" | Unknown route-map component "eKRWg+r" |  |

| Non-passenger station/depot on track |

| Unknown route-map component "exKRW+l" | Unknown route-map component "eKRWgr" |  |

| Unknown route-map component "exSTR" | Unknown route-map component "tSTRa" |  |

| Unknown route-map component "exSTR" | Unknown route-map component "tSTR" |  |

| Unknown route-map component "exTUNNEL1" | Unknown route-map component "tSTR" |  |

| Unknown route-map component "exSTR" | Unknown route-map component "tSTRe" |  |

| Unknown route-map component "exKRWl" | Unknown route-map component "eKRWg+r" |  |

| Unknown route-map component "eHST" |

| Station on track |

| 149+919 |
| 150+231 |

| Unknown route-map component "exCONTgq" | Unknown route-map component "eABZgr" |  |

| Unknown route-map component "SKRZ-Au" |

|  | Unknown route-map component "CONTgq" | Unknown route-map component "ABZgr" |  |  |

| Unknown route-map component "eHST" |

| Stop on track |

| Station on track |

|  | Stop on track | Unknown route-map component "exKBHFa" |

|  |  | Straight track | Unknown route-map component "exSTRl" | Unknown route-map component "exCONTfq" |

| Unknown route-map component "hKRZWae" |

| Unknown route-map component "SKRZ-Au" |

| Station on track |

| Stop on track |

| Stop on track |

| Unknown route-map component "d-CONT2" | Unknown route-map component "STRc3" | Straight track |  | Unknown route-map component "d" |

| Unknown route-map component "STRc1" | Unknown route-map component "v-STR+4" | Station on track |  |  |

| Unknown route-map component "exCONTgq" | Unknown route-map component "edKRZ" | Unknown route-map component "eABZgr" | Unknown route-map component "d" |  |

| Station on track | Unknown route-map component "dSTR" |  |

| One way leftward | Unknown route-map component "dKRZu" | Unknown route-map component "v-STR+r" |

|  | Unknown route-map component "SKRZ-Au" | Straight track |

|  | Unknown route-map component "hKRZWae" | Straight track |

|  | Stop on track | Straight track |

|  | Non-passenger station/depot on track | Straight track |

|  | Unknown route-map component "SPLa" | Straight track |

|  | Unknown route-map component "vSTR-DST" | Straight track |

|  | Unknown route-map component "SPLe" | Straight track |

|  | Station on track + Unknown route-map component "HUBaq" | End station + Unknown route-map component "HUBeq" |

|  | Unknown route-map component "ABZgl" | Unknown route-map component "CONTfq" |

| Non-passenger station/depot on track |

| Unknown route-map component "HSTeBHF" |

| Unknown route-map component "eHST" |

| Unknown route-map component "eBHF" |

| Station on track |

| Unknown route-map component "exCONTgq" | Unknown route-map component "eABZgr" |  |

| Unknown route-map component "HSTeBHF" |

| Stop on track |

| Station on track |

| Unknown route-map component "HSTeBHF" |

| Unknown route-map component "HSTeBHF" |

| Unknown route-map component "STR+GRZq" |

| Station on track |

| Stop on track |

| Track change |

| Unknown route-map component "exKRW+l" | Unknown route-map component "eKRWgr" |  |

| Unknown route-map component "exSTR" | Unknown route-map component "tSTRa" |  |

| Unknown route-map component "exBHF" | Unknown route-map component "tSTR" |  |

| Unknown route-map component "exTUNNEL1" | Unknown route-map component "tSTR" |  |

| Unknown route-map component "exSTR" | Unknown route-map component "tSTRe" |  |

| Unknown route-map component "exKRWl" | Unknown route-map component "eKRWg+r" |  |

| Unknown route-map component "exCONTgq" | Unknown route-map component "eKRZo" | Unknown route-map component "exSTR+r" |

|  | Station on track | Unknown route-map component "exBHF" |

| 23+561 |
| 22+830 |

|  |  | Straight track | Unknown route-map component "exSTRl" | Unknown route-map component "exCONTfq" |

| Unknown route-map component "HSTeBHF" + Unknown route-map component "exlHST" |

| Unknown route-map component "eBHF" |

| Unknown route-map component "hKRZWae" |

| Unknown route-map component "dCONTgq" | Unknown route-map component "dABZq+l" | Unknown route-map component "vABZq+rl" | Unknown route-map component "dABZgr" | Unknown route-map component "b" |

| Unknown route-map component "KDSTaq" | Unknown route-map component "dABZr+r" | Unknown route-map component "vSTR" | Unknown route-map component "vSTR-" | Unknown route-map component "b" |

| Unknown route-map component "dSTR+l" | Unknown route-map component "dKRZu" | Unknown route-map component "vSTRr-SHI2gr" | Unknown route-map component "dSTR" | Unknown route-map component "b" |

| Unknown route-map component "vSHI2gl-STRl" | Unknown route-map component "dABZgr" | Unknown route-map component "dSTR" | Unknown route-map component "dSTR" | Unknown route-map component "b" |

| Unknown route-map component "dSTR" | Unknown route-map component "vÜWBl" | Unknown route-map component "dSTR" | Unknown route-map component "dSTR" | Unknown route-map component "b" |

| Unknown route-map component "dCONTgq" | Unknown route-map component "vSTR+r-SHI2g+r" | Unknown route-map component "vÜWBl" | Unknown route-map component "vSTR-" | Unknown route-map component "b" |

| Unknown route-map component "dABZl+l" | Unknown route-map component "dABZr+r" | Unknown route-map component "vSTR" | Unknown route-map component "dSTR" | Unknown route-map component "b" |

| Unknown route-map component "dCONTgq" | Unknown route-map component "vABZr+r-SHI2gr" | Unknown route-map component "vSTR" | Unknown route-map component "vSTR-" | Unknown route-map component "b" |

| Unknown route-map component "dSTR" | Unknown route-map component "dSTRl" | Unknown route-map component "vSTR-ABZg+ro" | Unknown route-map component "dSTR" | Unknown route-map component "b" |

| Unknown route-map component "vSTRl-" | Unknown route-map component "dKRZl+r" | Unknown route-map component "dABZql" | Unknown route-map component "dABZg+r" | Unknown route-map component "b" |

| Non-passenger station/depot on track | Station on track |  |

| One way leftward | Unknown route-map component "ABZql" | Unknown route-map component "CONTfq" |

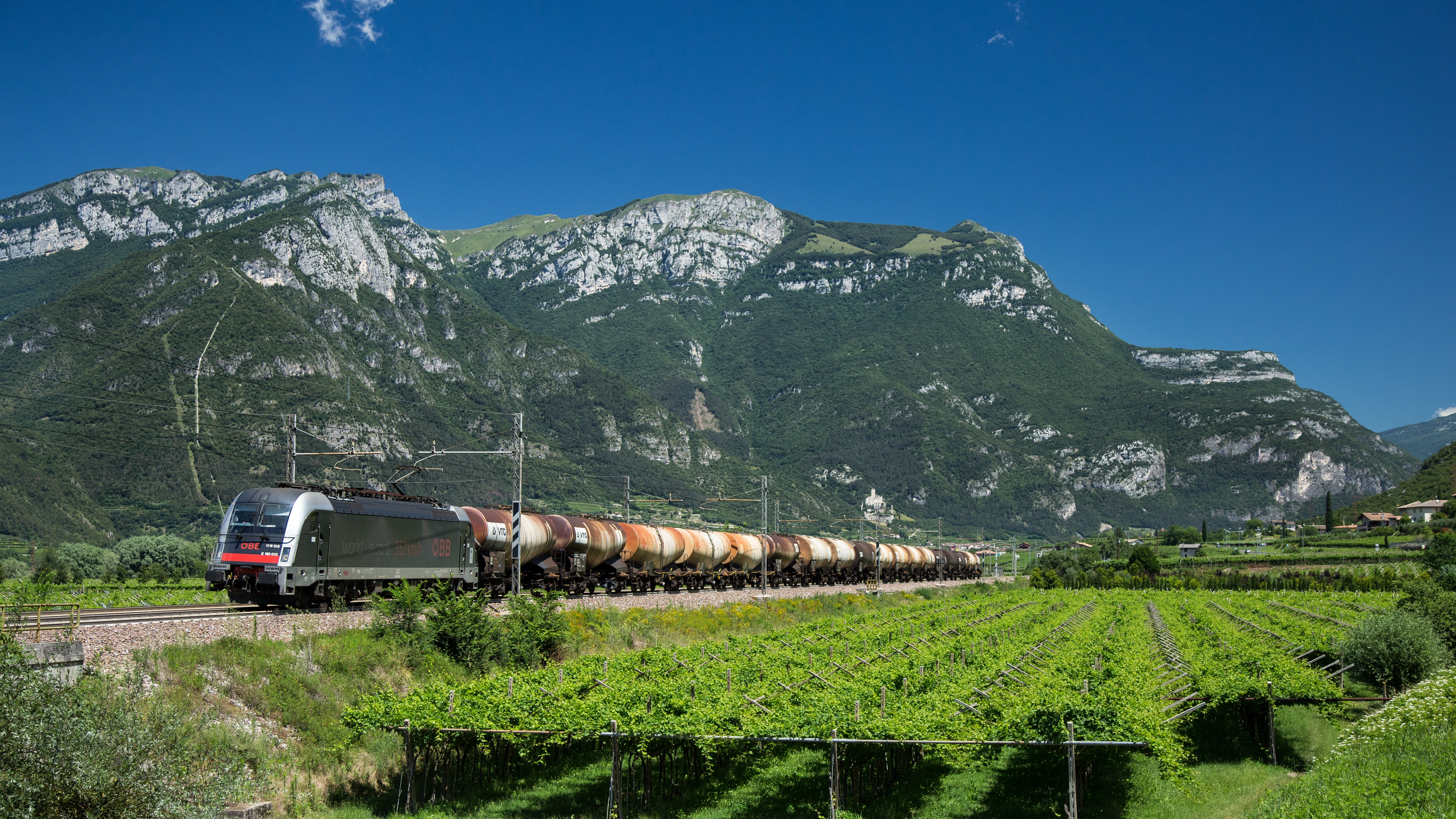
Treno merci proveniente da Trento Roncafort in transito a Borghetto

Treno merci di Rail Traction Company partito da Brennero

La pendenza massima lungo il tracciato è del 25 per mille. Il raggio minimo di curva è di 285 metri. Il punto più alto del tracciato è la stazione di Brennero a 1371 m, che è anche il punto più elevato raggiunto dalla rete ordinaria sia delle Ferrovie Austriache ÖBB, che di quelle italiane FS.
Per superare il forte dislivello (796 m tra Innsbruck e Brennero) furono realizzati due tornanti, sfruttando altrettante valli laterali: Sankt Jodok sul lato austriaco e Ast sull'attuale versante italiano. Nel 1994, a sud di Innsbruck fu aperto un raccordo con la linea per Kufstein che permette ai treni merci di by-passare la stazione di Innsbruck.
Alla stazione di Brennero, posta sull'omonimo passo, si trova un monumento al progettista, l'ingegner Karl von Etzel. Presso questa stazione, oltre al confine politico italo-austriaco, è situato quello di esercizio fra le Ferrovie Austriache (ÖBB) e Rete Ferroviaria Italiana (RFI). I due enti gestiscono reti elettriche differenti, sia per tensione che per caratteristiche (15000 V in corrente alternata monofase 16,7 Hz in Austria, 3000 V in corrente continua in Italia), il che rende necessaria una sosta per sostituire i locomotori elettrici. Per questa ragione, per lungo tempo l'esercizio dei treni rapidi Monaco-Milano fu affidato ad automotrici Diesel.
Fino al 30 maggio 1965 era inoltre necessaria una seconda sostituzione di motrici nella stazione di Bolzano, in quanto la tratta Bolzano-Brennero era alimentata a corrente trifase 3600 V CA 16,7 Hz.
L'introduzione di motrici politensione, in grado di funzionare sia sulla rete austriaca che con quella italiana, ha reso, almeno in linea di principio, non più indispensabile il cambio di motrice. Tuttavia la necessità di avere a bordo apparecchiature di sicurezza adatte ai diversi sistemi (ripetizione segnali, sistemi di controllo marcia, ecc.) e questioni relative all'abilitazione ed impiego del personale hanno limitato tale possibilità, che è stata inizialmente utilizzata solo per alcuni Korridorzüge austriaci trainati da motrici policorrente austriache gruppo 1822 sul percorso Innsbruck-Lienz, che includeva la tratta Brennero-Fortezza e la Ferrovia della Val Pusteria (senza fermate su territorio italiano); a gennaio 2010 sono utilizzate locomotive delle ÖBB del gruppo 1216 "Taurus". L'opportunità di evitare il cambio di motrice è stata poi utilizzata dalle società private Rail Traction Company (RTC) e Lokomotion per alcuni treni merci con locomotive gruppo E 189 Siemens Dispolok (poi MRCE Dispolok), poi sostituite da locomotive TRAXX F140 MS2 immatricolate come gruppo E.186, di proprietà della società Railpool. Anche Trenitalia utilizza alcune locomotive policorrente gruppo E.412 tra Verona e la Germania come anche sul treno periodico passeggeri Roma–San Candido (linea della Val Pusteria), questo per evitare l'utilizzo di locomotive da manovra diesel nel tratto a 15  kV della stazione di confine.
A partire dal 13 dicembre 2009 Trenitalia non effettua treni Eurocity sulla linea ferroviaria, che da quel momento vengono effettuati da quelli svolti dalle DB-ÖBB. Questi treni sono trazionati da un unico locomotore per l'intero tragitto: inizialmente le E.189 di Nordcargo e in seguito le E.190 (gruppo 1216 Taurus), che hanno ottenuto la certificazione per circolare in Italia.
Nella salita sul lato italiano, il forte dislivello tra Vipiteno e Brennero veniva superato risalendo il versante sinistro della Val di Fleres, che veniva imboccata a Colle Isarco a bassa quota: indi il tunnel elicoidale "Ast" consentiva ai treni di ascendere rapidamente d'altitudine, raggiungendo lo scalo di Moncucco e poi la stazione di Terme di Brennero. Nel 1999 il segmento Colle Isarco-Terme di Brennero (spettacolare e panoramico, ma pericoloso in quanto esposto a frane e slavine) fu deviato nella nuova galleria Fleres, con conseguente disarmo del tratto passante per Moncucco, la cui stazione venne abbandonata.

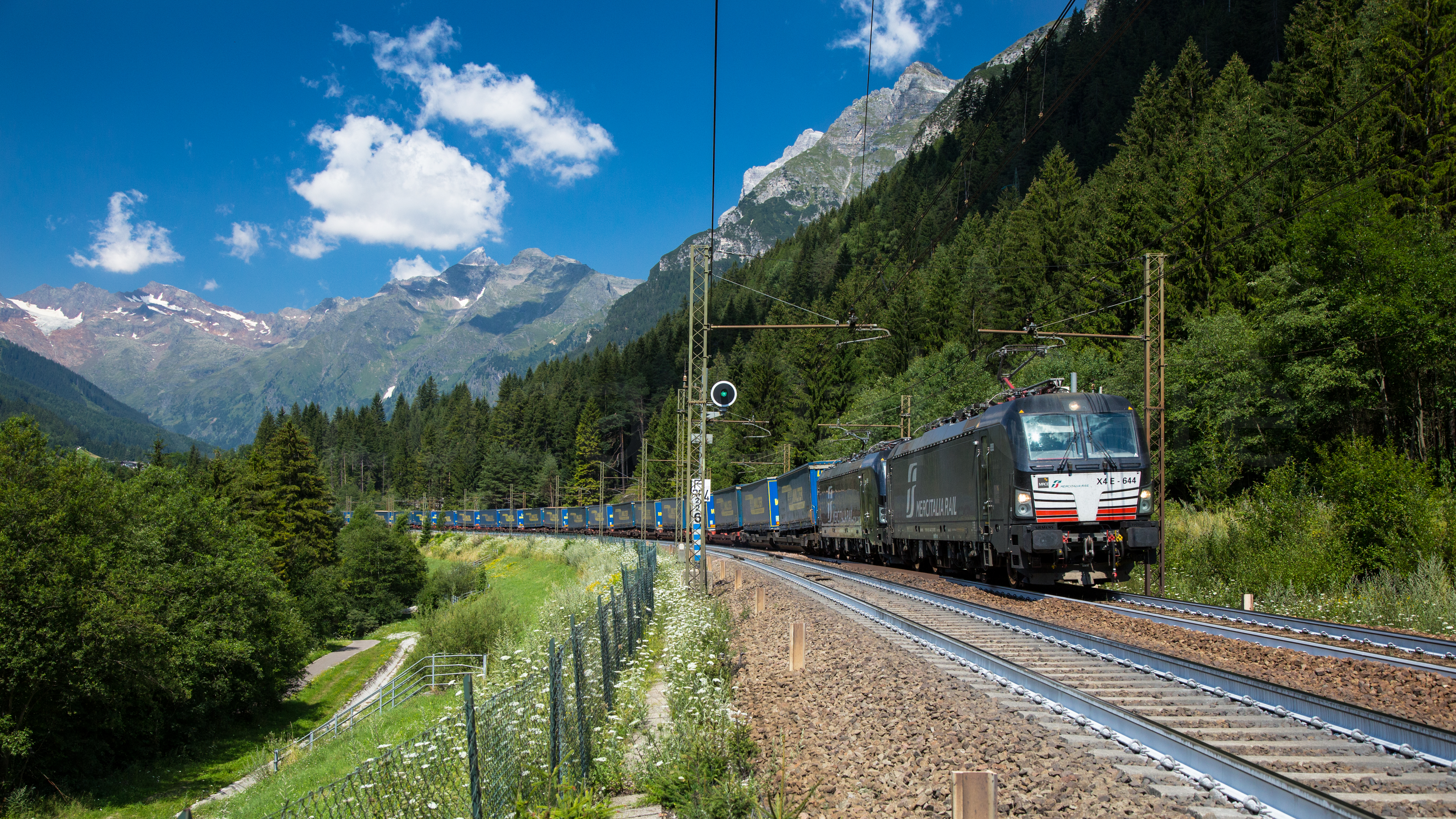
Treno merci in Val di Fleres

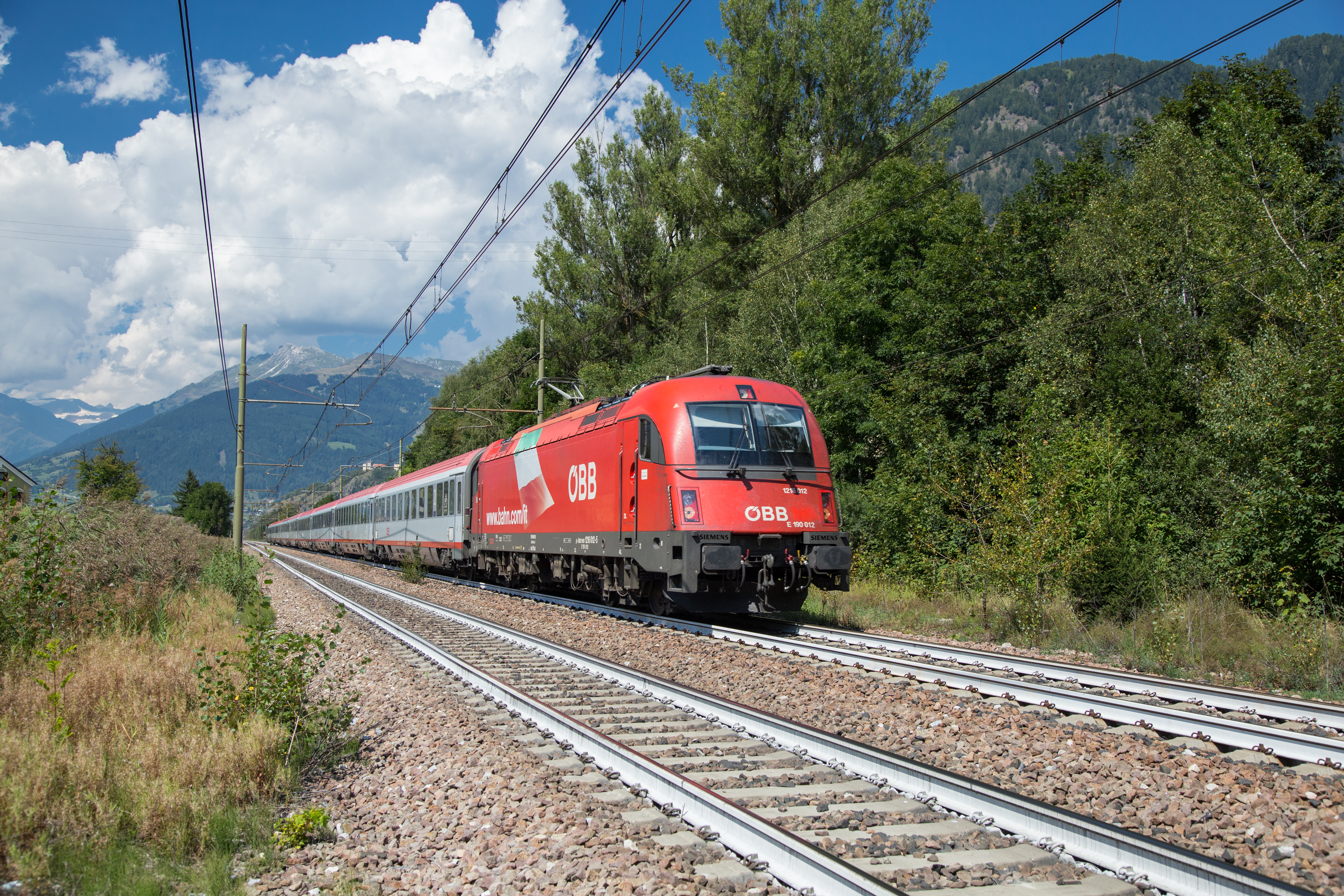
Eurocity Germania-Italia (ÖBB 1216, carrozze austriache) presso Campo di Trens

Sul finire del XX secolo anche nel tratto Bolzano-Bressanone vennero realizzate due nuove gallerie sul segmento di linea Cardano-Prato-Ponte Gardena, al fine di sostituire il tortuoso percorso originario, che si snodava nella stretta val d'Isarco ed era frequentemente soggetto a interruzioni e incidenti per caduta massi, frane ed esondazioni. Il primo traforo in ordine di tempo fu la galleria Sciliar, attivata nel settembre 1994 tra Ponte Gardena e Prato-Tires, lunga 13307 m (che escluse dalla linea le vecchie stazioni di Castelrotto, Campodazzo e Ponte di Fiè), cui fece seguito qualche anno dopo la galleria Cardano, tra Prato-Tires e Cardano, lunga 4 km.
Lungo i segmenti di linea dismessi in territorio altoatesino il sedime ferroviario è stato disarmato ed adibito al transito di strade carrabili e/o percorsi ciclopedonali.
Diverso è invece il caso del tratto Domegliara-Dolcè, in territorio veneto, a sua volta deviato nel 1998 in una nuova galleria lunga 4314 m: il vecchio sedime ferroviario (includente la stazione di Ceraino) è stato infatti largamente abbandonato ed occasionalmente sfruttato come sentiero.